# مناورات الموج الأحمر
مناورات الموج الأحمر هي عبارة عن تدريب بحري مشترك تشارك فيه عناصر من القوات البحرية والقوات الخاصة لكل من مصر والسعودية والأردن وجيبوتي والسودان واليمن ويعقد بالمملكة العربية السعودية.

## المناورات المنفذة
- الموج الأحمر 1 : اختتمت فعاليات المناورة في 5 يناير 2019.[2]